# Зоїл II
Зоїл II Сотер (Рятівник) (*Ζωΐλος Β΄ ὁ Σωτήρ, д\н — бл. 35/30 до н. е.) — індо-грецький цар у Східному Пенджабі в 55 до н. е. — бл. 35/30 до н. е. роках.

## Життєпис
Походив з династії Євтидемідів. Був напевне сином царя Діонісія I (за іншим варіантом — молодшим сином Аполлодота II). Став панувати у 55 році до н. е. Намагався відновити потугу Індо-грецького царства. Є версія, що зумів відновити контроль над частиною Сінду, звідки встановив торгівельні стосунки з династією Птолемеїв в Єгипті. З огляду на це висловлюються гіпотези щодо союзу Зоїла II з Марком Антонієм та Клеопатрою VII.
В своїх монетах намагався продовжувати стиль Аполлодота II, водночас на них значно вплинула індійська культура. Це відобразилося в зображенні на срібних драхмах царя з діадемою у класичному стилі та Афіною Палладою на звороті, бронзових монет з Аполлоном і триногою і слоном або слоном та триногою. Написи переважно виконано мовою кхароштхі
Крім того, в зображенні царя присутні 2 образи: старезного лисуватого та молодого з копицею волосся. Тому висловлено думку, що поряд з Зоїлом ІІправив Зоїл III, який можливо був сином першого і співцарем чи узурпатором. Втім стосовно існування Зоїла III відсутні жодні відомості окрім нумізматичних.
Помер між 35 та 30 роками до н. е. Йому спадкував Аполлофан.